# Cooper Glacier
Cooper Glacier är en glaciär i Antarktis. Den ligger i Västantarktis. Nya Zeeland gör anspråk på området. Cooper Glacier ligger 935 meter över havet.
Terrängen runt Cooper Glacier är varierad. Trakten är obefolkad. Det finns inga samhällen i närheten. 